# روبیو (ونزوئلا)
روبیو (به اسپانیایی: Rubio) یک شهر در ونزوئلا است که در ایالت تاچیرا واقع شده‌است. روبیو ۳۱۵ کیلومتر مربع مساحت و ۸۷٬۲۴۹ نفر جمعیت دارد.